# Muzeum Pszczelarstwa w Czerwonce
Muzeum Pszczelarstwa w Czerwonce – prywatne muzeum położone w Czerwonce (powiat olsztyński), będące własnością Janiny Kotowicz.
Placówka funkcjonuje przy działającej pasiece, powstałej na początku II połowy XX wieku. Na muzealną ekspozycję składają się urządzenia i narzędzia pszczelarskie oraz maszyny rolnicze. Na terenie pasieki znajduje się 10 czynnych uli figuralnych (domki, zamki) oraz kolekcja roślin miododajnych i leczniczych.

Przy muzeum działa punkt handlowy, oferujący miód oraz wyroby z wosku.